# آن روز سرد در پارک
آن روز سرد در پارک (انگلیسی: That Cold Day in the Park) فیلمی در گونه تعلیق به کارگردانی رابرت آلتمن است که در سال ۱۹۶۹ منتشر شد. از بازیگران آن می‌توان به سندی دنیس و مایکل مورفی اشاره کرد. داستان فیلم بر اساس رمانی به همین نام از پیتر مایلز می‌باشد و فیلم‌نامه توسط گلیان فریمن اقتباس شده است. این فیلم در ونکوور، بریتیش کلمبیا جایی که اتفاقات داستان رخ می‌دهند، فیلم‌برداری شده است. آن روز سرد در پارک در جشنواره فیلم کن ۱۹۶۹ خارج از رقابت اصلی نمایش داده شد.